# 메리엠 우제를리
메리엠 우제를리(Meryem Uzerli, 1983년 8월 12일)는 터키, 독일의 배우, 모델이다. 드라마 《무흐테솀 유즈이을》에서 록셀라나 (휘렘 술탄)를 연기하면서 유명해졌으며, 이 역으로 2012 황금나비상 여우주연상을 수상했다.